# Carl Muth
Pour les articles homonymes, voir Muth.
Carl Borromäus Johann Baptist Muth (également orthographié Karl), né le 31 janvier 1867 à Worms et mort le 15 novembre 1944 à Bad Reichenhall, est un écrivain, historien de la littérature et éditeur allemand. Surtout connu pour avoir fondé et édité le revue religieuse et culturelle Hochland (de), il est l'un des représentants du Reformkatholizismus et de l'existentialisme catholique. Il est opposant au nazisme, et proche de la Rose blanche.
Pendant ses séjours à Paris en 1892/1893 et à Rome en 1893 Muth s’occupe avec l’histoire de l’art ainsi qu’avec des questions sociales. Il devient rédacteur du journal Der Elsässer, puis, de 1895 à 1902 il occupe le poste du rédacteur en chef du magazine mensuel suisse Alte und neue Welt. En 1903 il crée la revue Hochland qui devient une platforme de dialogue d‘intellectuels. Son but principale est de monter le niveau de la littérature catholique.
En décembre 1933, Muth comparait comme témoin de la défense dans le procès contre l‘ancien député du Reichstag Friedrich Dessauer (de) déclarant que l‘accusé est digne de toute confiance. À partir du même mois, sa revue Hochland est censurée.
Peu après l’interdiction du Hochland par la Reichspressekammer en juin 1941, Muth rencontre le fondateur de la Rose blanche Hans Scholl. Après l’arrestation de Hans et Sophie Scholl en 1943, la maison de Muth est fouillée par la Gestapo. Gravement malade, Muth meurt en 1944.

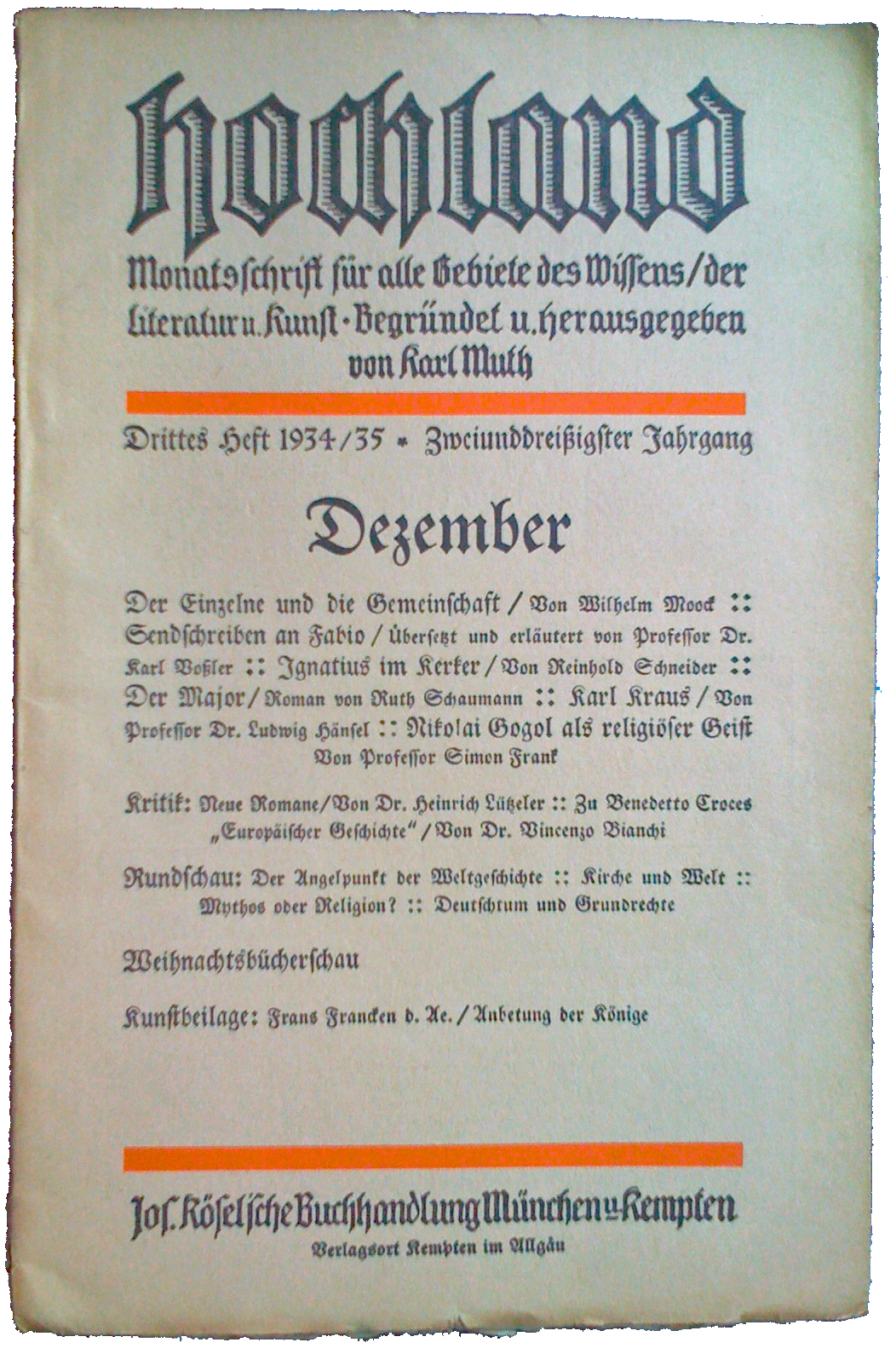
Page de la revue Hochland (1934).